# Autoroute A 75
Die Autoroute A 75, auch als La Méridienne bezeichnet, ist eine mautfreie Autobahn in Frankreich. Sie verläuft in Nord-Süd-Richtung durch das Zentralmassiv von Clermont-Ferrand bis nach Pézenas. Der Baubeginn war 1975. Der Weiterbau bis zur A 9 bei Béziers wurde 2009 mit der Umgehung bei Béziers abgeschlossen. Auf ihrer gesamten Länge von 330 km ist sie mit der E 11 identisch.
Sie ist eine der Nord-Süd-Verbindungen in Zentralfrankreich, soll die A 6 und A 7 entlasten und das Zentralmassiv besser an das Autobahnnetz anbinden. Sie verläuft mit längeren Abschnitten auf über 1.000 Meter Höhe und erreicht am höchsten Punkt, dem Col des Issartets, 1129 Meter. Damit ist sie eine der höchstgelegenen Autobahnen Europas und die kürzeste Verbindung zwischen Paris und Béziers. Sie verläuft über weite Teile parallel zur oder auf der Trasse der ehemaligen N 9.

## Streckenverlauf
Die Autoroute beginnt – als direkte Verlängerung der Autoroute 71 – am Knoten zwischen A 71 und A 711 im Osten von Clermont-Ferrand. Im westlichen Hinterland des Allier, bereits Zentralmassiv, wird das eigentliche Alliertal an der Einmündung der Couze Chambon bei Coudes erreicht und südwärts bis Issoire an der westlichen Talflanke benutzt. Ab Issoire wurde die Autobahn wieder deutlich westwärts vom Talgrund verlegt, überbrückt die Couze d’Ardes und nimmt ab etwa Lempdes-sur-Allagnon den Anstieg Richtung Massiac südwestwärts in Angriff und berührt dabei den nordwestlichen Zipfel der Margeride.
Bei Massiac senkt sich die Trasse kurz an die östliche Talflanke des Alagnon hinab, folgt aber nicht zusammen mit der Bahnlinie dieser Talschaft, sondern unmittelbar südwärts der Furche der Alagnonnette (sowie weiter jener des Cérou) auf die Hochebene mit dem Col de la Fageole beim gleichnamigen Ort in fast 1100 m Seehöhe. Im Cantal geht es nun bergab Richtung St. Flour, weiträumig im östlichen Hinterland der Gorges de l’Ander bis zur Überbrückung der Truyère unmittelbar östlich des berühmten Garabit-Viadukts. Nun geht es südwärts einigermaßen parallel mit der Bahnstrecke Béziers–Neussargues (Ligne des Causses) über die Hochebene bis Aumont-Aubrac. Während die Bahnlinie weiter ostwärts geführt in das Tal des Lot geführt wurde, nimmt die Autoroute den Anstieg zu ihrem Kulminationspunkt, dem Col des Issartets auf etwa 1120 Meter, auf. Danach fällt sie zur Querung des Lot bei Banassac wieder um etwa 600 Höhenmeter an den zerfurchten Talflanken (auch jener der Colagne) mit einigen Kunstbauten ab, um sofort wieder Richtung Sévérac-le-Château auf die Hochebene der Causse de Sévérac aufzusteigen.
Etwas weiter südlich gelangt die Trasse an Wurzeln der wild zur Tarnschlucht abfallenden Seitengewässer, steigt aber nicht wie die Eisenbahn Ligne des Causses hinab, sondern bleibt bis zum weltberühmten Viaduc de Millau auf der nördlichen Hochfläche, von der aus in mehr als 300 m Höhe über der Talsohle auf die Causse du Larzac gewechselt wird. Nach deren Durchmessung via La Cavalerie und Le Caylar wird der Abstieg von der Plateaukante des Zentralmassivs an der östlichen Talflanke der Lergue vorgenommen, deren Tal über Lodeve bis zur Niederung des Hérault bei Canet genutzt wird. Am westlichen Talbodensaum des Hérault geht es dann südwärts weiter bis Pézenas, wo die Autoroute südwestwärts Richtung Béziers im bereits flachen Terrain abdreht. Östlich der Stadt besteht schließlich die Verknüpfung mit der Autoroute A 9.

## Bauwerke
Wegen des Verlaufes durch das bergige Zentralmassiv wurden drei Tunnel und acht Großbrücken errichtet. An der größten Brücke zwischen den Anschlussstellen 45 und 46, dem Viaduc de Millau, wird eine Brückenmaut erhoben. Sie ist die höchste und längste Schrägseilbrücke der Welt und führt über das Tal des Tarn.
Der Rastplatz Aire de repos de Garabit bietet einen Panoramablick auf das Truyère-Tal und den Garabit-Viadukt sowie Informationen zu dieser einmaligen Bahnbrücke. Er liegt zwischen Ausfahrt 30 und 31.

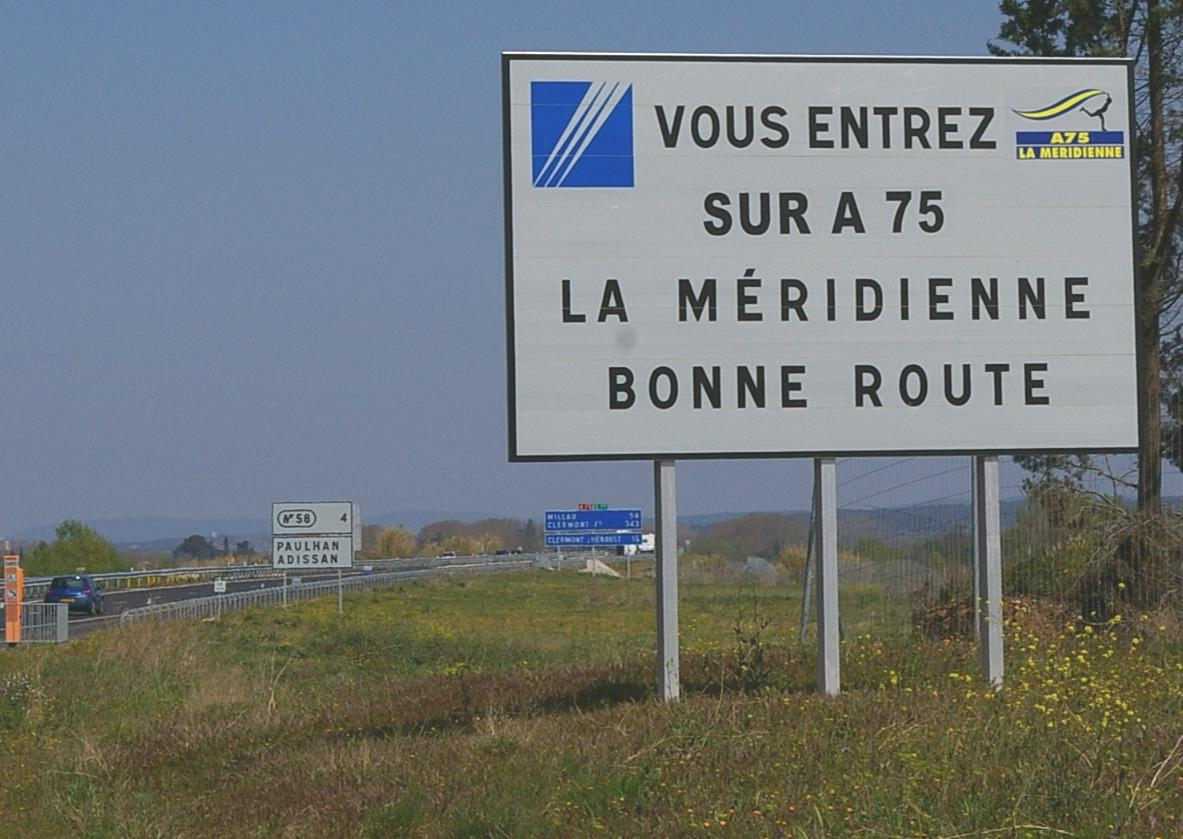
Südlicher Beginn der A 75 bei Einfahrt 59 nahe Pézenas

## N 1075
Bei der gegenwärtigen N 1075 handelt es sich um einen Seitenast der A 75, der von der Anschlussstelle 39 zur D 809 (ehemalige N 9) verläuft.